# Jan Borisovič Gamarnik
Jakov Сudikovič Gamarnik, in russo Яков Цудикович Гамарник?, meglio noto come Jan Borisovič Gamarnik, in russo Ян Борисович Гамарник? (Žytomyr, 14 giugno 1894 – Mosca, 31 maggio 1937), è stato un generale e politico sovietico, di origine ucraina e di etnia ebraica.
Nel corso della sua vita contribuì al successo della Rivoluzione d'ottobre e, poi, rivestì ruoli importanti nell'organizzazione politica del PCUS e in quella economica e militare dell'Unione Sovietica. Si suicidò nel 1937, dopo aver preso posizione in difesa di Michail Nikolaevič Tuchačevskij (accusato di aver ordito un complotto antistalinista) e in conseguenza dell'accusa di aver cospirato contro Stalin in collaborazione con alcuni ufficiali dell'aeronautica militare sovietica.

## Biografia
Jan Gamarnik nacque a Žytomyr, una città di quello che allora era l'impero russo, il 2 giugno 1894 (che corrispondeva, nel calendario giuliano in uso nella regione, al 21 maggio del calendario gregoriano occidentale). La sua famiglia si trasferì presto a Odessa, dove Gamarnik trascorse la maggior parte della sua infanzia; all'età di 17 anni il giovane iniziò a interessarsi del pensiero marxista. Nel 1914 si trasferì a San Pietroburgo, dove avviò degli studi in neuropsichiatria; abbandonò però la medicina nel 1915 per dedicarsi alla giurisprudenza presso l'università di Kiev.
Entrando in contatto con alcuni leader bolscevichi ucraini decise nel 1916 di entrare nel Partito Operaio SocialDemocratico Russo (bolscevico). Prese parte alla Rivoluzione di febbraio del 1917, divenendo un'autorità del comitato di Kiev del partito, e alla Rivoluzione d'ottobre dello stesso anno, in seguito alla quale venne arrestato e imprigionato. Liberato dopo il successo della rivoluzione, entrò in contatto con Lenin e divenne una figura importante all'interno del partito; per conto di esso svolse dei compiti di carattere militare, industriale o politico tra il 1918 e gli anni venti; viaggiò in Ucraina, Bielorussia e Siberia. Tra il 1926 e il 1935 contribuì allo sforzo finalizzato a risollevare l'economia delle zone più orientali dell'Unione Sovietica; giocò inoltre un ruolo rilevante nella riorganizzazione dell'Armata Rossa, della quale a partire dall'ottobre 1929 fu l'amministratore politico in capo, nell'ambito del programma del Maresciallo dell'Unione Sovietica Tuchačevskij che si poneva lo scopo di fare dell'URSS una grande potenza militare.
Sempre nel 1929, supportò apertamente la politica di Stalin per la repressione di ogni possibile dissenso interno al partito – in particolare in occasione dell'estromissione di Bucharin, Rykov e Tomskij.
Nel 1937, in occasione di un presunto complotto antistalinista nel quale sarebbero stati coinvolti lo stesso Tuchačevskij e alcuni vertici dell'aeronautica militare si trovò a prendere le difese di Tuchačevskij; di conseguenza, isolato dal resto del partito e temendo l'arresto e le ritorsioni di Stalin, si suicidò con un colpo di pistola il 31 maggio. I vertici dell'aeronautica accusati di aver cospirato insieme a Gamarnik per un'operazione di volantinaggio contro Stalin e il suo entourage vennero duramente puniti in una grande purga che indebolì notevolmente l'arma aerea sovietica (il che avrebbe avuto pesanti ripercussioni sulle prime fasi della partecipazione dell'URSS alla seconda guerra mondiale).
Dopo la sua morte, Gamarnik venne dichiarato un "nemico del popolo". Sua moglie venne condannata a diversi anni di prigionia, e morì in un gulag nel 1943; sua figlia finì in orfanotrofio. La memoria di Gamarnik venne riabilitata nel 1955 (sotto il governo di Chruščёv) quando le accuse rivolte contro di lui vennero riconosciute come infondate.